# イミキモド
イミキモド（Imiquimod）は、性器疣贅や日光角化症などの治療に用いられる免疫調整薬である。1997年に米国で承認を取得した後、1998年に欧州で、2007年に日本で承認された。2015年現在、米国や欧州ではイミキモドにはジェネリック医薬品があり、世界中で多くのブランドで販売されている。

## 効能・効果
日本で承認されている効能・効果は、下記の2つである。
- 尖圭コンジローマ（外性器又は肛門周囲に限る）
- 日光角化症（顔面又は部に限る）

イミキモドは、性器疣贅、ボーエン病（非浸潤性扁平上皮癌）、手術後の基底細胞癌、光線性角化症などの治療目的で処方されるクリーム剤である。
欧米ではイミキモド5％クリームは、次のような局所治療に使用される。
- 成人における外性器および肛門周囲のいぼ（尖圭コンジローム）[8]
- 成人における表在性の小さな基底細胞癌（sBCC）[8]
- 免疫力のある成人の顔面または頭皮に生じた臨床的に典型的な非角化性、非肥厚性の光線性角化症（AK）で、病変の大きさや数によって凍結療法の有効性および/または許容性が制限され、他の局所治療法が禁忌または適切でない場合[8]

イミキモド3.75％クリームは欧州では、免疫力のある成人において、他の局所治療が禁忌または適切でない場合に、顔面全体または禿頭皮の、臨床的に典型的な、非隆起性の、目視または触知可能な光線性角化症の局所治療に使用される。

## 禁忌
尿道、腟内、子宮頸部、直腸および肛門内への使用は禁忌である。

## 副作用
重大な副作用として、
- 重篤な潰瘍、びらん、紅斑、浮腫、表皮剥離等の皮膚障害
- 排尿困難（尿道口付近に塗布した場合）

が知られている。
副作用には、水疱、灼熱感、皮膚発赤、皮膚乾燥、瘙痒、皮膚損傷、皮膚の痂皮や瘡蓋、皮膚排膿、皮膚の剥離や鱗屑、皮膚潰瘍、爛れ、腫れ等の局所的炎症反応や、発熱、インフルエンザ様症状、頭痛、疲労感等の全身反応がある。
臓器移植を受けた患者や免疫抑制薬を服用している患者には、イミキモドを使用出来ない。

## 作用機序
イミキモドは、免疫系に対する機序で相乗的に作用する事により、優れた抗腫瘍効果を発揮する。イミキモドは、病原体の認識に一般的に関与するトール様受容体7（TLR7）を活性化する事により、自然免疫系を刺激する。TLR-7を介してイミキモドによって活性化された細胞は、サイトカイン（主にインターフェロン-α（IFN-α）、インターロイキン-6（IL-6）、腫瘍壊死因子-α（TNF-α））を分泌する。イミキモドを皮膚に塗布すると、ランゲルハンス細胞が活性化され、その後、ランゲルハンス細胞が局所のリンパ節に移動して適応免疫系を活性化するという証拠がある。イミキモドによって活性化される他の細胞タイプには、ナチュラルキラー細胞、マクロファージ、Bリンパ球などがある。
イミキモドは、オピオイド成長因子受容体（OGFr）のレベルを上昇させることで効果を発揮する。実験では、siRNA技術を用いてOGFrの機能をブロックすると、イミキモドの抗増殖効果が失われた。

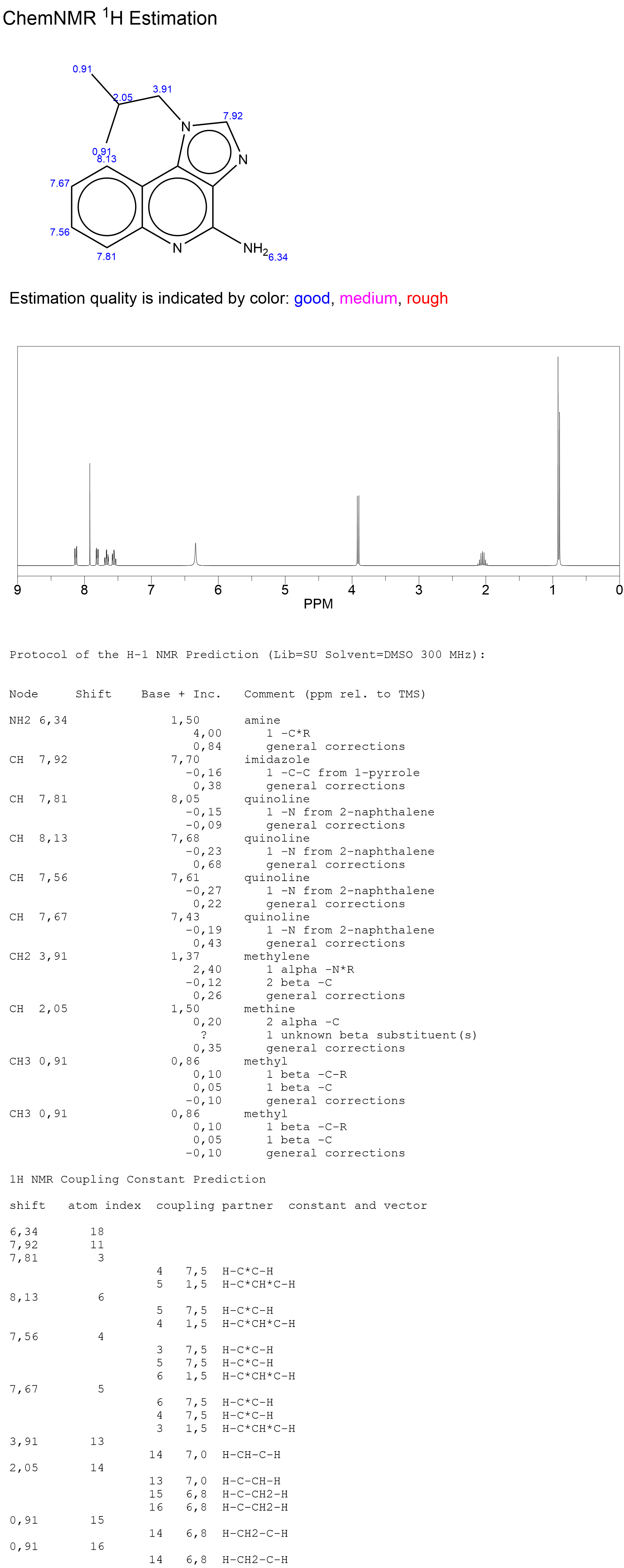
Imiquimod ^{1}H NMR spectrum

## 承認
イミキモドは、既知のアデニン誘導体に基づく単純ヘルペスウイルスの複製阻害剤を発見するプログラムの一環として発見された。1997年、外性器および肛門周囲のいぼの治療薬として最初のFDA承認が取得された。2004年には表在性基底細胞癌の治療薬として承認された。
イミキモド5％は、1998年9月に欧州連合（EU）で医療用医薬品として承認された。イミキモド3.75％は、2012年8月に欧州で医療用医薬品として承認された。
日本では2007年7月に「尖圭コンジローマ（外性器又は肛門周囲に限る）」の適応症で承認され、2011年11月に「日光角化症（顔面又は禿頭部に限る）」の適応症を追加承認された:1。

## 研究開発
無作為化二重盲検法による第3相臨床試験では、性器疣贅（FDA承認の適応症）の消失率が、3.75％のイミキモドクリームを最大8週間塗布する事で、プラセボでの9％から24.9％に改善した。
イミキモドは伝染性軟属腫（molluscum contagiosum）の治療にも用いられる。しかし、2つの大規模な無作為化比較試験では、小児の伝染性軟属腫に対するイミキモドの有効性を示す証拠は得られず、憂慮すべき副作用も指摘されている。これらの結果は、これまでの逸話的な主張や小規模で信頼性の低い研究を否定するものである。
イミキモドは、外陰上皮内新生物、膣上皮内新生物、尋常性疣贅（2012年のコクラン・レビューでは、無作為化比較試験は見られなかった）、足底疣贅、免疫系が抑制されている患者の疣贅、顔や首の扁平疣贅、爪の下や足の爪の周りの疣贅の治療についても試験が行われている。2014年時点では、既存の研究の規模が小さく、対照群が無いことから、イミキモドによるイボ（性器疣贅を除く）の治療を推奨するには十分な証拠が存在しない。

## 参考資料
1. ↑  Drugs.com Drugs.com international listings for imiquimod Page accessed June 14, 2015
2. 1 2  “Imiquimod topical Use During Pregnancy”. Drugs.com (2019年5月29日). 2020年7月14日閲覧。
3. ↑  “Imiquimod Topical” (英語). MedlinePlus.  National Library of Medicine. 2021年6月2日閲覧。
4. 1 2 3  “ベセルナクリーム5％ 添付文書”. www.info.pmda.go.jp.   PMDA. 2021年6月20日閲覧。
5. ↑  'Imiquimod should be used for treatment of [superficial basal cell carcinoma] only when surgery is medically less appropriate ... .' USA Food And Drug Administration, 'FDA Approval for Imiquimod', , current at 2011-Jan-1, accessed 2012-Oct-19
6. ↑  American Cancer Society, Guide To Cancer Drugs,  (accessed 2014-Apr-28)
7. 1 2 3  European Medicines Agency. First published Sept 14,2009, updated March 25, 2015. EMA Summary of Product Characteristics
8. 1 2 3 4  “Aldara EPAR”. European Medicines Agency (EMA). 2020年7月14日閲覧。 Text was copied from this source which is © European Medicines Agency. Reproduction is authorized provided the source is acknowledged.
9. 1 2  “Zyclara EPAR”. European Medicines Agency (EMA). 2020年7月14日閲覧。 Text was copied from this source which is © European Medicines Agency. Reproduction is authorized provided the source is acknowledged.
10. ↑  PDR Health PDR: Aldara
11. ↑  Schön, M.P; Schön, M (2007). “Imiquimod: Mode of action”. British Journal of Dermatology 157:  8–13. doi:10.1111/j.1365-2133.2007.08265.x. PMID 18067624.
12. ↑  Walter, Anne; Schäfer, Matthias; Cecconi, Virginia; Matter, Claudia; Urosevic-Maiwald, Mirjana; Belloni, Benedetta; Schönewolf, Nicola; Dummer, Reinhard et al. (2013). “Aldara activates TLR7-independent immune defence”. Nature Communications 4:  1560. Bibcode: 2013NatCo...4.1560W. doi:10.1038/ncomms2566. PMID 23463003.
13. ↑  Hemmi, Hiroaki; Kaisho, Tsuneyasu; Takeuchi, Osamu; Sato, Shintaro; Sanjo, Hideki; Hoshino, Katsuaki; Horiuchi, Takao; Tomizawa, Hideyuki et al. (2002). “Small anti-viral compounds activate immune cells via the TLR7 MyD88–dependent signaling pathway”. Nature Immunology 3 (2):  196–200. doi:10.1038/ni758. PMID 11812998.
14. ↑  Sauder, D.N. (2003). “Imiquimod: Modes of action”. British Journal of Dermatology 149:  5–8. doi:10.1046/j.0366-077x.2003.05628.x. PMID 14616337.
15. 1 2  Miller, R.L; Gerster, J.F; Owens, M.L; Slade, H.B; Tomai, M.a (1999). “Review Article Imiquimod applied topically: A novel immune response modifier and new class of drug”. International Journal of Immunopharmacology 21 (1):  1–14. doi:10.1016/s0192-0561(98)00068-x. PMID 10411278.
16. ↑  “Imiquimod upregulates the opioid growth factor receptor to inhibit cell proliferation independent of immune function”. Exp. Biol. Med. (Maywood) 233 (8):  968–79. (August 2008). doi:10.3181/0802-RM-58. PMID 18480416.
17. ↑  Randall L. Halcomb. TLR-7 Agonists for the Treatment of Viral Hepatitis. Chapter 10 in Successful Strategies for the Discovery of Antiviral Drugs. Issue 32 of RSC drug discovery series. Eds Manoj C. Desai and Nicholas A. Meanwell. Royal Society of Chemistry, 2013. ISBN 9781849736572
18. ↑  Centerwatch. Centerwatch:Aldara (imiquimod) Page accessed June 14, 2015
19. ↑  National Cancer Institute. Updated: July 3, 2013 NCI: FDA Approval for Imiquimod
20. ↑  “ベセルナクリーム5％ インタビューフォーム”.   PMDA. 2021年6月21日閲覧。
21. ↑  “Phase 3 Study of Imiquimod Creams in the Treatment of External Genital Warts - Study Results - ClinicalTrials.gov”. clinicaltrials.gov. 2021年6月21日閲覧。
22. ↑  “Aldara (imiquimod) cream for topical use. Prescribing information.”. 2013年11月2日時点のオリジナルよりアーカイブ。2021年6月21日閲覧。
23. ↑  Molluscum Contagiosum~treatment - eMedicine
24. ↑  Theos, A. U.; Cummins, R; Silverberg, N. B.; Paller, A. S. (2004). “Effectiveness of imiquimod cream 5% for treating childhood molluscum contagiosum in a double-blind, randomized pilot trial”. Cutis 74 (2):  134–8, 141–2. PMID 15379366.
25. ↑  Bayerl, C; Feller, G; Goerdt, S (2003). “Experience in treating molluscum contagiosum in children with imiquimod 5% cream”. The British Journal of Dermatology 149 Suppl 66:  25–9. doi:10.1046/j.0366-077x.2003.05631.x. PMID 14616342.
26. ↑  Arican, Ozer (2006). “Topical treatment of molluscum contagiosum with imiquimod 5% cream in Turkish children”. Pediatrics International 48 (4):  403–5. doi:10.1111/j.1442-200X.2006.02229.x. PMID 16911087.
27. ↑  Van Seters, Manon; Van Beurden, Marc; Ten Kate, Fiebo J.W.; Beckmann, Ilse; Ewing, Patricia C.; Eijkemans, Marinus J.C.; Kagie, Marjolein J.; Meijer, Chris J.M. et al. (2008). “Treatment of Vulvar Intraepithelial Neoplasia with Topical Imiquimod”. New England Journal of Medicine 358 (14):  1465–73. doi:10.1056/NEJMoa072685. PMID 18385498.
28. ↑  Buck, Henry W.; Guth, Kathy J. (2003). “Treatment of Vaginal Intraepithelial Neoplasia (Primarily Low Grade) with Imiquimod 5% Cream”. Journal of Lower Genital Tract Disease 7 (4):  290–3. doi:10.1097/00128360-200310000-00011. PMID 17051086.
29. ↑  Kwok, Chun Shing; Gibbs, Sam; Bennett, Cathy; Holland, Richard; Abbott, Rachel (2012). “Topical treatments for cutaneous warts”. Cochrane Database of Systematic Reviews (9):  CD001781. doi:10.1002/14651858.CD001781.pub3. PMC 8101088. PMID 22972052.
30. 1 2 3 4  “Imiquimod for non-genital cutaneous warts”. www.dpic.org. 2021年6月21日閲覧。
31. ↑  Harwood, C.A.; Perrett, C.M.; Brown, V.L.; Leigh, I.M.; Mcgregor, J.M.; Proby, C.M. (2005). “Imiquimod cream 5% for recalcitrant cutaneous warts in immunosuppressed individuals”. British Journal of Dermatology 152 (1):  122–129. doi:10.1111/j.1365-2133.2005.06322.x. PMID 15656812.
32. ↑  Ahn, Christine S.; Huang, William W. (2014). “Imiquimod in the Treatment of Cutaneous Warts: An Evidence-Based Review”. American Journal of Clinical Dermatology 15 (5):  387–99. doi:10.1007/s40257-014-0093-5. PMID 25186654.